# Lerici
Lerici là một đô thị (comune) thuộc tỉnh La Spezia trong vùng Liguria của Ý. Lerici có diện tích 15 km2, dân số là 10.667 người (thời điểm ngày 31 tháng 12 năm 2007).